# Slovenski ženski košarkarski pokal
Slovenski ženski košarkarski pokal ali Pokal članic je slovensko žensko klubsko košarkarsko pokalno tekmovanje, ki ga organizira Košarkarska zveza Slovenije od leta 1991.

## Zmagovalci

### Po letih
| Sezona    | Zaključni turnir      | Zmagovalec             | Rezultat finala | Poraženec           |
| --------- | --------------------- | ---------------------- | --------------- | ------------------- |
| 1991–92   |                       | Ježica                 | 78–70           | Apis                |
| 1992–93   |                       | Ježica                 | 98–64           | Apis                |
| 1993–94   |                       | Diamond Ježica         | 101–63          | Rogaška             |
| 1994–95   |                       | Ježica                 | 95–60           | Odeja Marmor        |
| 1995–96   |                       | Ježica                 | 72–60           | Celje               |
| 1996–97   |                       | Ježica                 | 99–51           | Mibex Ilirija       |
| 1997–98   |                       | Imos Ježica            | 83–67           | Ingrad Celje        |
| 1998–99   |                       | Imos Ježica            | 83–63           | Ingrad Celje        |
| 1999–2000 |                       | Imos Ježica            | 72–38           | Ingrad Celje        |
| 2000–01   |                       | Lek Ježica             | 71–56           | Merkur Celje        |
| 2001–02   |                       | Lek Ježica             | 62–56           | Merkur Celje        |
| 2002–03   |                       | Merkur Celje           | 65–42           | Lek Ježica          |
| 2003–04   |                       | Postaja Center Maribor | 77–65           | Merkur Celje        |
| 2004–05   |                       | Merkur Celje           | 70–54           | Lek Ježica          |
| 2005–06   |                       | Merkur Celje           | 90–53           | KED Panter Ilirija  |
| 2006–07   |                       | Merkur Celje           | 75–62           | HiT Kranjska Gora   |
| 2007–08   | Kranjska Gora         | Merkur Celje           | 70–59           | HiT Kranjska Gora   |
| 2008–09   | Maribor               | Merkur Celje           | 80–76           | AJM                 |
| 2009–10   | Celje                 | Merkur Celje           | 60–56           | HiT Kranjska Gora   |
| 2010–11   | Kranjska Gora         | HiT Kranjska Gora      | 86–70           | Celje               |
| 2011–12   | Celje                 | Athlete Celje          | 89–67           | Triglav             |
| 2012–13   | Celje                 | Athlete Celje          | 79–59           | Domžale             |
| 2013–14   | Vojnik                | Triglav                | 65–47           | Domžale             |
| 2014–15   | Slovenske Konjice     | Athlete Celje          | 72–49           | Triglav             |
| 2015–16   | Maribor               | Athlete Celje          | 71–69           | Triglav             |
| 2016–17   | Celje                 | Athlete Celje          | 61–53           | Triglav             |
| 2017–18   | Kranj                 | Triglav                | 72–68           | Cinkarna Celje      |
| 2018–19   | Maribor               | Cinkarna Celje         | 95–67           | Akson Ilirija       |
| 2019–20   | Domžale               | Cinkarna Celje         | 80–51           | Jasmin sport Ledita |
| 2020–21   | Celje                 | Cinkarna Celje         | 83–49           | Triglav             |
| 2021–22   | Maribor               | Cinkarna Celje         | 81–71           | Triglav             |
| 2022–23   | Slovenske Konjice     | Cinkarna Celje         | 72–67           | Triglav             |
| 2023–24   | Ljubljana – Kodeljevo | Cinkarna Celje         | 89–32           | Akson Ilirija       |
| 2024–25   | Ljubljana – Kodeljevo | Cinkarna Celje         | 79–68           | Triglav             |

### Po klubih
| Št. | Klub                  | Naslovi |
| --- | --------------------- | --- |
| 19  | ŽKK Cinkarna Celje    | 2003, 2005, 2006, 2007, 2008, 2009, 2010, 2012, 2013, 2015, 2016, 2017, 2019, 2020, 2021, 2022, 2023, 2024, 2025 |
| 11  | ŽKD Ježica            | 1992, 1993, 1994, 1995, 1996, 1997, 1998, 1999, 2000, 2001, 2002                                                 |
| 2   | ŽKK Triglav           | 2014, 2018 |
| 1   | ŽKD Maribor           | 2004 |
| 1   | ŽKK Hit Kranjska Gora | 2011 |

## Priznanja zaključnega turnirja
| Leto | Najkoristnejša košarkarica (MVP)      | Najbolj borbena igralka | Najboljša strelka                    | Najboljša mlada košarkarica    | Najboljša skakalka             |
| ---- | ------------------------------------- | ----------------------- | ------------------------------------ | ------------------------------ | ------------------------------ |
| 2007 | Maja Erkič (Merkur Celje)             |                         | Maja Erkič (Merkur Celje)            |                                |                                |
| 2008 | Lucija Čonkova (Merkur Celje)         |                         | Lidija Bečanović (Hit Kranjska Gora) |                                |                                |
| 2009 | Nika Barič (Merkur Celje)             |                         | Iva Ciglar (Merkur Celje)            |                                | Andreja Tišler (AJM Maribor)   |
| 2010 | Nika Barič (Merkur Celje)             |                         | Rankica Šarenac (Merkur Celje)       |                                | Rankica Šarenac (Merkur Celje) |
| 2011 | Teja Oblak (Hit Kranjska Gora)        |                         |                                      |                                |                                |
| 2012 | Teja Oblak (Athlete Celje)            |                         | Tina Trebec (Athlete Celje)          | Marica Gajić (Athlete Celje)   |                                |
| 2013 | Sanja Orozović (Athlete Celje)        |                         |                                      | Marica Gajić (Athlete Celje)   |                                |
| 2014 | Tina Jakovina (Triglav)               |                         | Anamarija Prezelj (Domžale)          | Anamarija Prezelj (Domžale)    | Maša Piršič (Triglav)          |
| 2015 | Eva Lisec (Athlete Celje)             |                         |                                      |                                |                                |
| 2016 | Ivana Dojkić (Athlete Celje)          |                         |                                      |                                |                                |
| 2017 | Shante Marie Evans (Athlete Celje)    |                         | Aida Kalušić (Triglav)               | Zala Friškovec (Athlete Celje) |                                |
| 2018 | Rebeka Abramovič (Triglav)            | Maja Jakobčič (Triglav) |                                      |                                |                                |
| 2019 | Chatrice Marie White (Cinkarna Celje) |                         |                                      |                                |                                |
| 2020 | Aleksandra Krošelj (Cinkarna Celje)   |                         |                                      |                                |                                |
| 2021 | Snežana Bogičević (Cinkarna Celje)    |                         |                                      |                                |                                |